# Кісуму
Кісуму (англ. Kisumu) — третє за кількістю населення місто в Кенії. Населення 345 312 чоловік (станом на 1999 рік), адміністративний центр провінції Ньянза. Порт на озері Вікторія (затока Вінам), зв'язаний залізничною гілкою з портом Момбаса на Індійському океані, є аеропорт. Поруч з містом розташований великий цукровий завод.

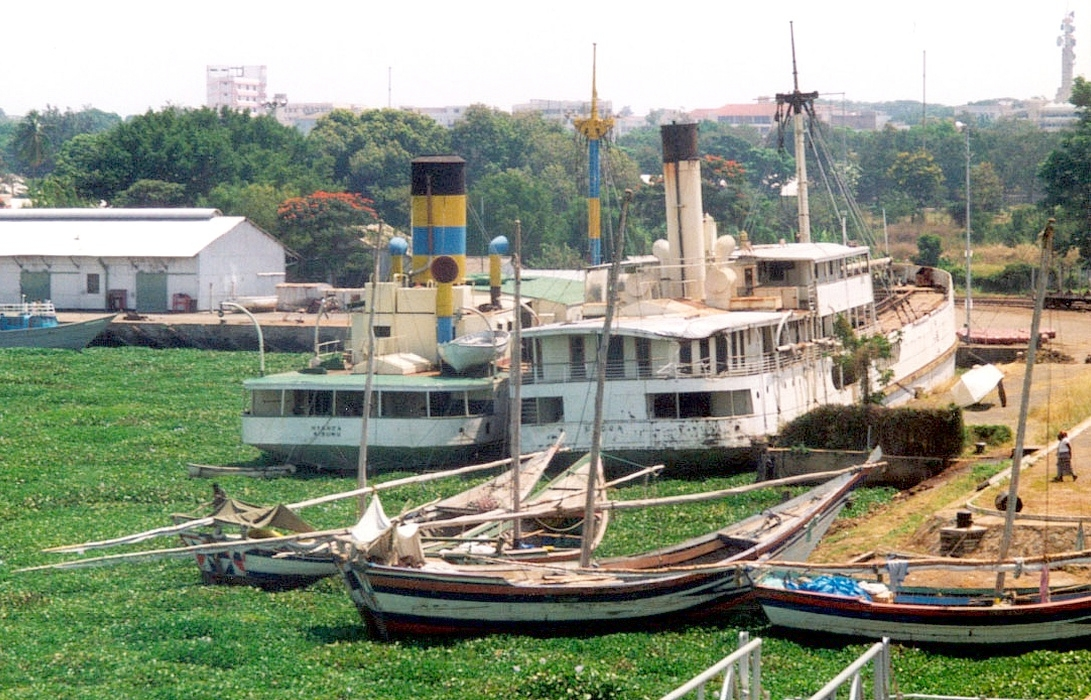
Поверхня озера в Кісуму нагадує зелений луг.

## Історія
Місто було засновано 1901 року як термінал на Угандійській залізничній дорозі і початково називалося Порт-Флоренс (на честь Флоренс Престон, дружини інженера Р. О. Престона, що керував будівництвом залізниці). Статус міста з 1996 року.

## Економіка
Кісуму — центр сільськогосподарського району (цукрова тростина, зернові, скотарство). Підприємства текстильні (бавовняні тканини), взуттєвої, харчової (виробництво цукру, переробка риби) промисловості. Кораблебудування та ремонт кораблів; рибальство.

## Довкілля
Неподалік від міста знаходяться декілька природоохоронних об'єктів (заповідник Кісуму, національний парк на острові Ндере), де можна зустріти бабуїнів та гіпопотамів.

## Клімат
Місто знаходиться у зоні, котра характеризується вологим тропічним кліматом. Найтепліший місяць — січень із середньою температурою 24.4 °C (76 °F). Найхолодніший місяць — липень, із середньою температурою 22.2 °С (72 °F).
| Клімат Кісуму           | Клімат Кісуму | Клімат Кісуму | Клімат Кісуму | Клімат Кісуму | Клімат Кісуму | Клімат Кісуму | Клімат Кісуму | Клімат Кісуму | Клімат Кісуму | Клімат Кісуму | Клімат Кісуму | Клімат Кісуму | Клімат Кісуму |
| Показник                | Січ.          | Лют.          | Бер.          | Квіт.         | Трав.         | Черв.         | Лип.          | Серп.         | Вер.          | Жовт.         | Лист.         | Груд.         | Рік           |
| Абсолютний максимум, °C | 38            | 36            | 37            | 37            | 37            | 37            | 38            | 36            | 37            | 36            | 40            | 38            | 40            |
| Середній максимум, °C   | 29            | 29            | 29            | 27            | 27            | 26            | 27            | 27            | 28            | 28            | 28            | 28            | 28            |
| Середня температура, °C | 24            | 24            | 24            | 23            | 23            | 22            | 22            | 22            | 23            | 23            | 23            | 23            | 23            |
| Середній мінімум, °C    | 18            | 19            | 19            | 19            | 18            | 17            | 17            | 17            | 17            | 18            | 18            | 18            | 18            |
| Абсолютний мінімум, °C  | 7             | 10            | 12            | 10            | 13            | 13            | 10            | 10            | 10            | 12            | 12            | 13            | 7             |
| Норма опадів, мм        | 90            | 100           | 170           | 180           | 170           | 90            | 70            | 70            | 90            | 100           | 130           | 90            | 1350          |
| Днів з дощем            | 6             | 7             | 9             | 12            | 12            | 8             | 8             | 9             | 9             | 9             | 10            | 7             | 106           |
| Вологість повітря, %    | 70            | 65            | 70            | 75            | 80            | 75            | 70            | 70            | 70            | 70            | 70            | 70            | 71.3          |
| ----------------------- | ------------- | ------------- | ------------- | ------------- | ------------- | ------------- | ------------- | ------------- | ------------- | ------------- | ------------- | ------------- | ------------- |
| Джерело: Weatherbase    |               |               |               |               |               |               |               |               |               |               |               |               |               |

## Цікаві факти
Бабуся 44-го президента США — Сара Обама мешкає в селищі Когело, що розташоване поруч із містом.

## Уродженці
- Вілсон Ндоло Айя (1932—2016) — кенійський державний діяч.
- Ерік Омонді Онгао (* 1977) — кенійський футболіст, півзахисник.